# اتحادیه جنبش‌های ملی اروپا
اتحادیه جنبش‌های ملی اروپا از احزاب سیاسی اروپایی است که در سال ۲۰۰۹ در بوداپست توسط شماری از احزاب ملی‌گرا و راست گرا از کشورهای اروپایی تشکیل شد. اعضای مؤسس این ائتلاف یوبیک مجارستان، جبهه ملی, شعله سه رنگ ایتالیا، ناسیونال دمکرات‌های سوئد، و جبهه ملی بلژیک بودند. مارین لو پن رهبر جدید جبهه ملی فرانسه در سال ۲۰۱۱ از این ائتلاف جدا شد و به ائتلاف اروپایی برای آزادی پیوست.